# Nguyệt quới
Nguyệt quới (tên khoa học: Murraya paniculata) là một loài thực vật có hoa thuộc chi Murraya, được William Jack mô tả khoa học năm 1820. Loài này cũng được gọi theo tên tiếng Trung là nguyệt quất (月橘), thất lý hương (七里香), cửu lý hương (九里香), thập lý hương (十里香), thiên lý hương (千里香) hoặc vạn lý hương (萬里香). Nguyệt quới là tên gọi phổ biến trong tiếng Việt, đây là cách phát âm từ "nguyệt quý" theo phương ngữ miền Nam. Tuy nhiên, cần lưu ý rằng "nguyệt quý" (月季) cũng là tên của loài hồng Trung Hoa (Rosa chinensis). Một số sách báo, người bán cây cảnh cũng gọi nhầm loài này là "nguyệt quế" (月桂), vốn là tên thông dụng của Laurus nobilis.

## Hình ảnh

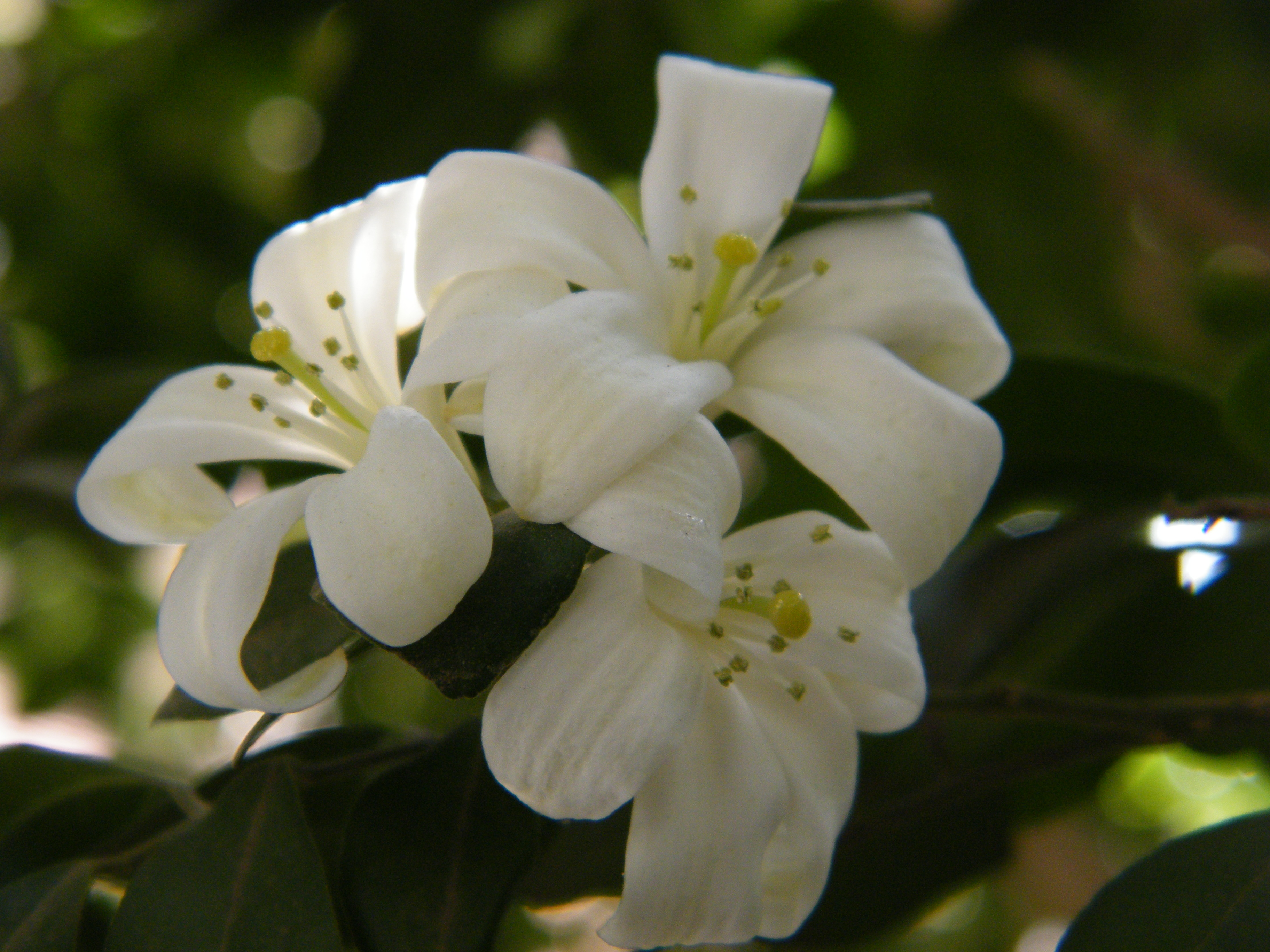
Hoa nguyệt quất
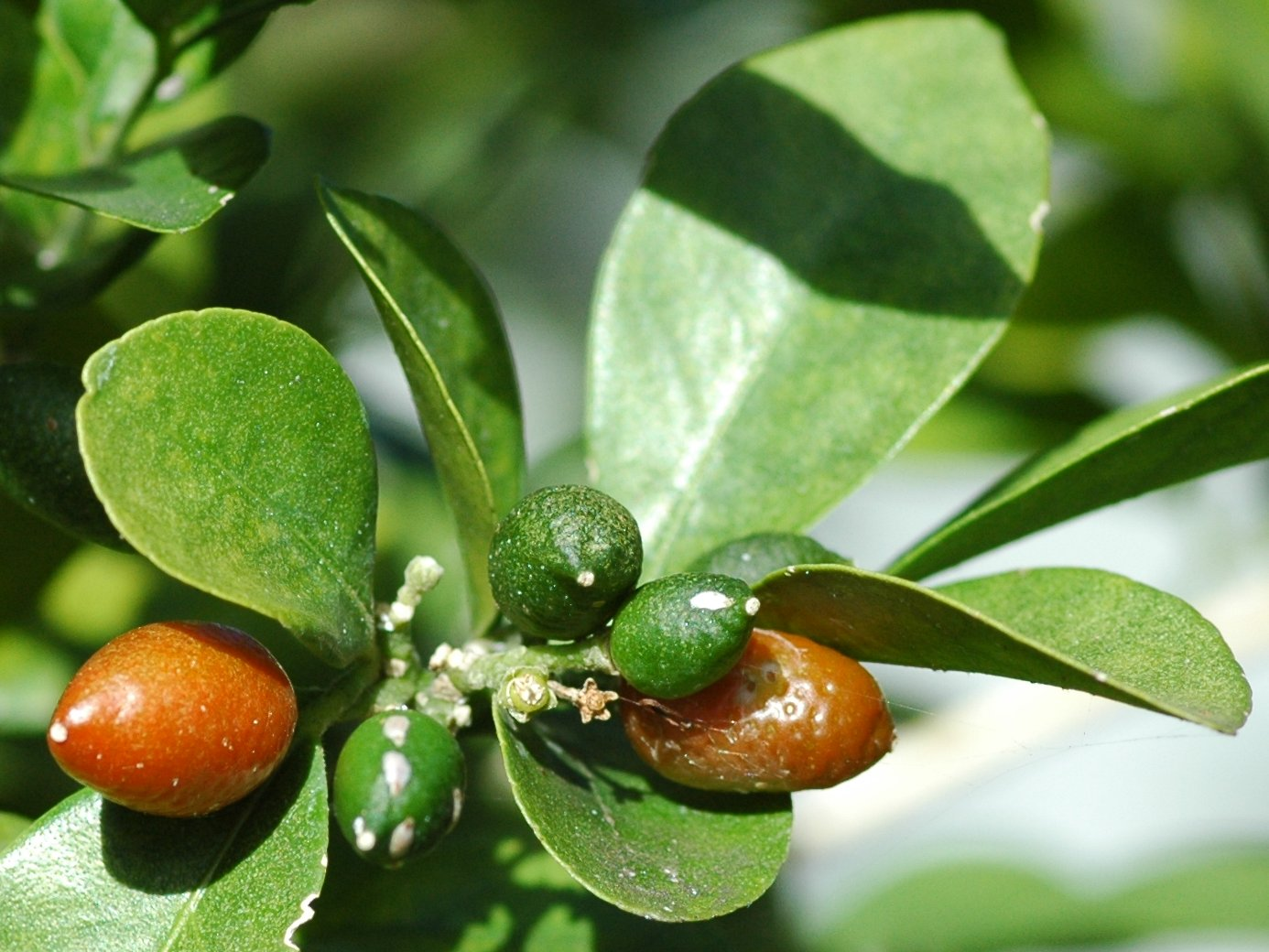
Quả nguyệt quất
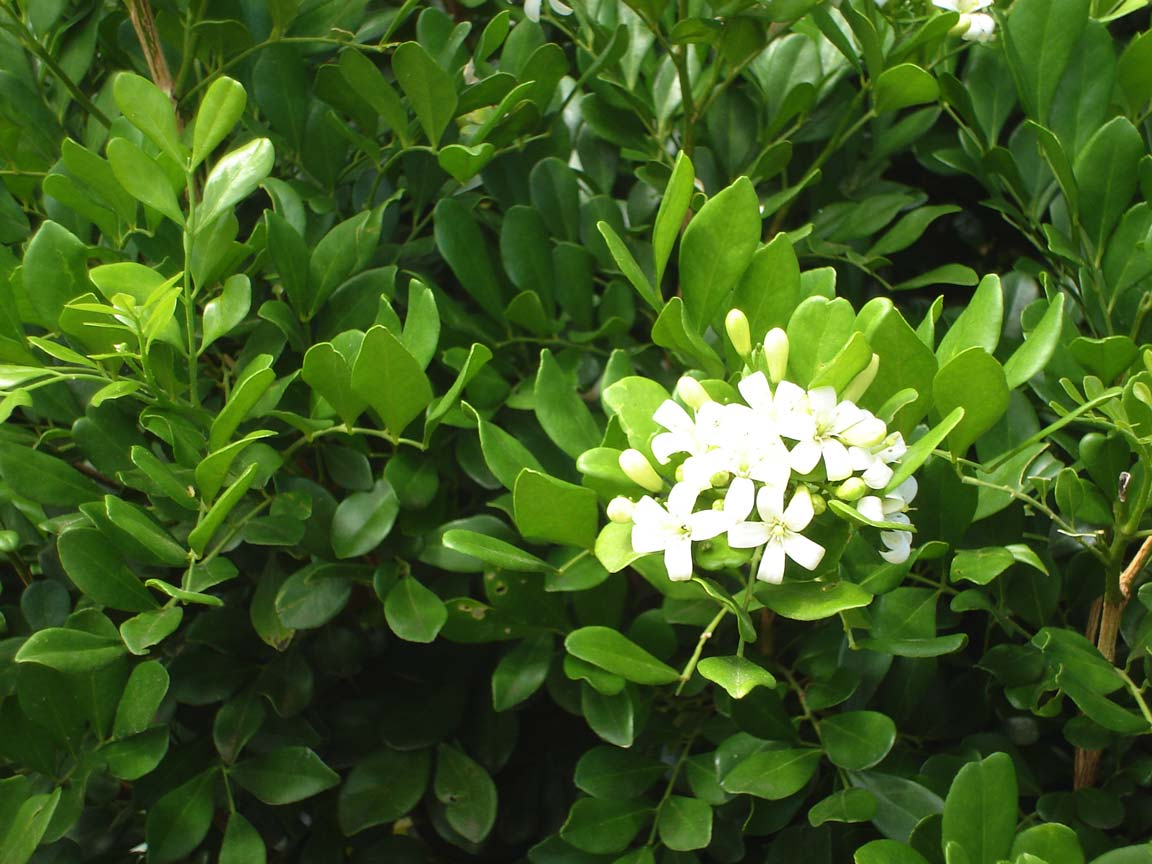
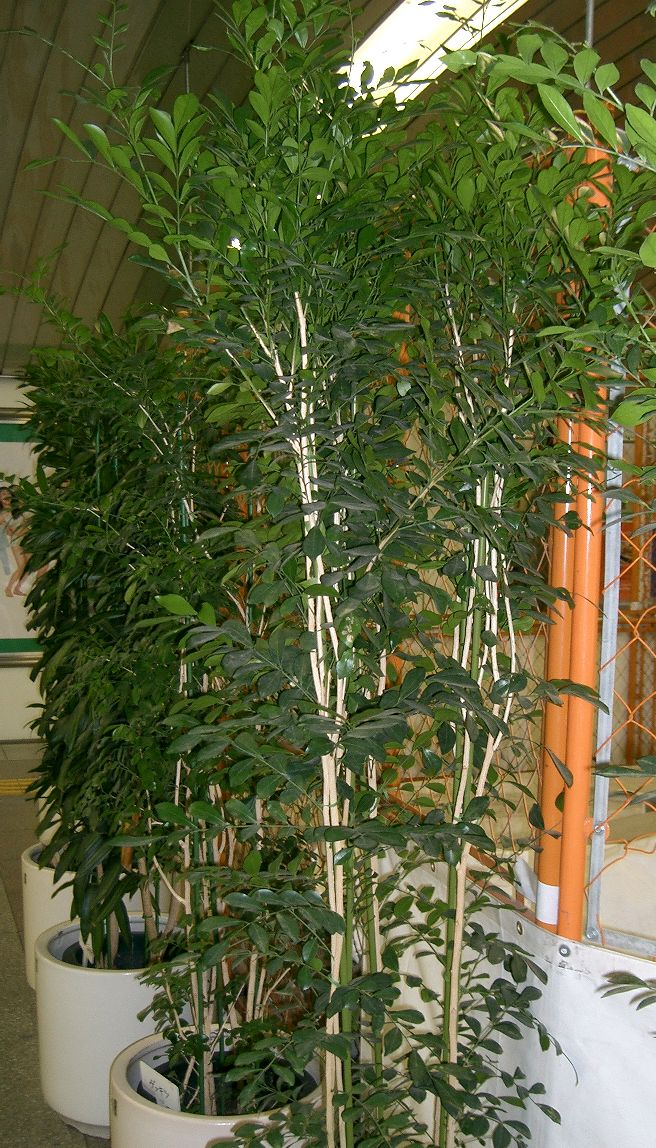
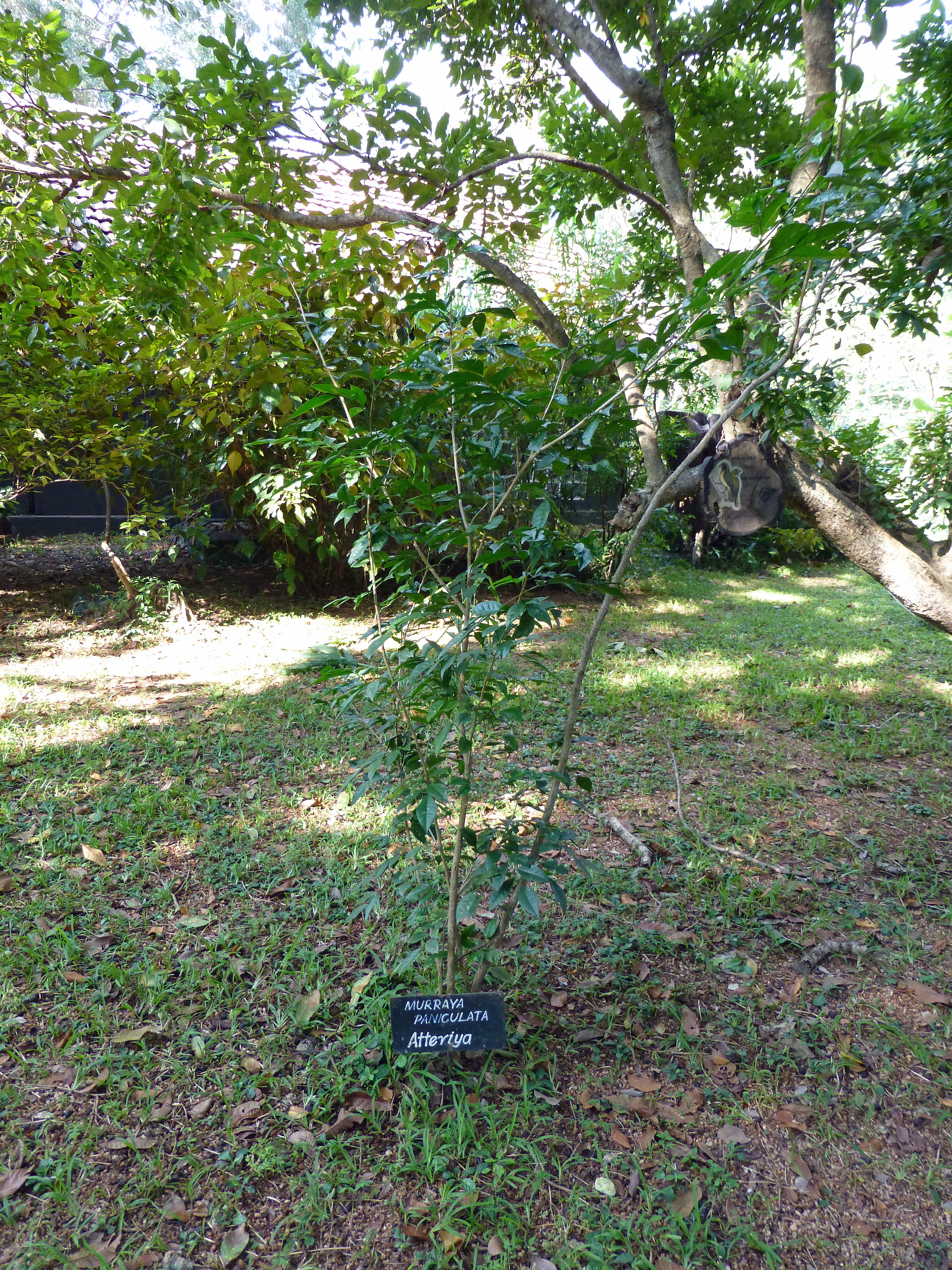
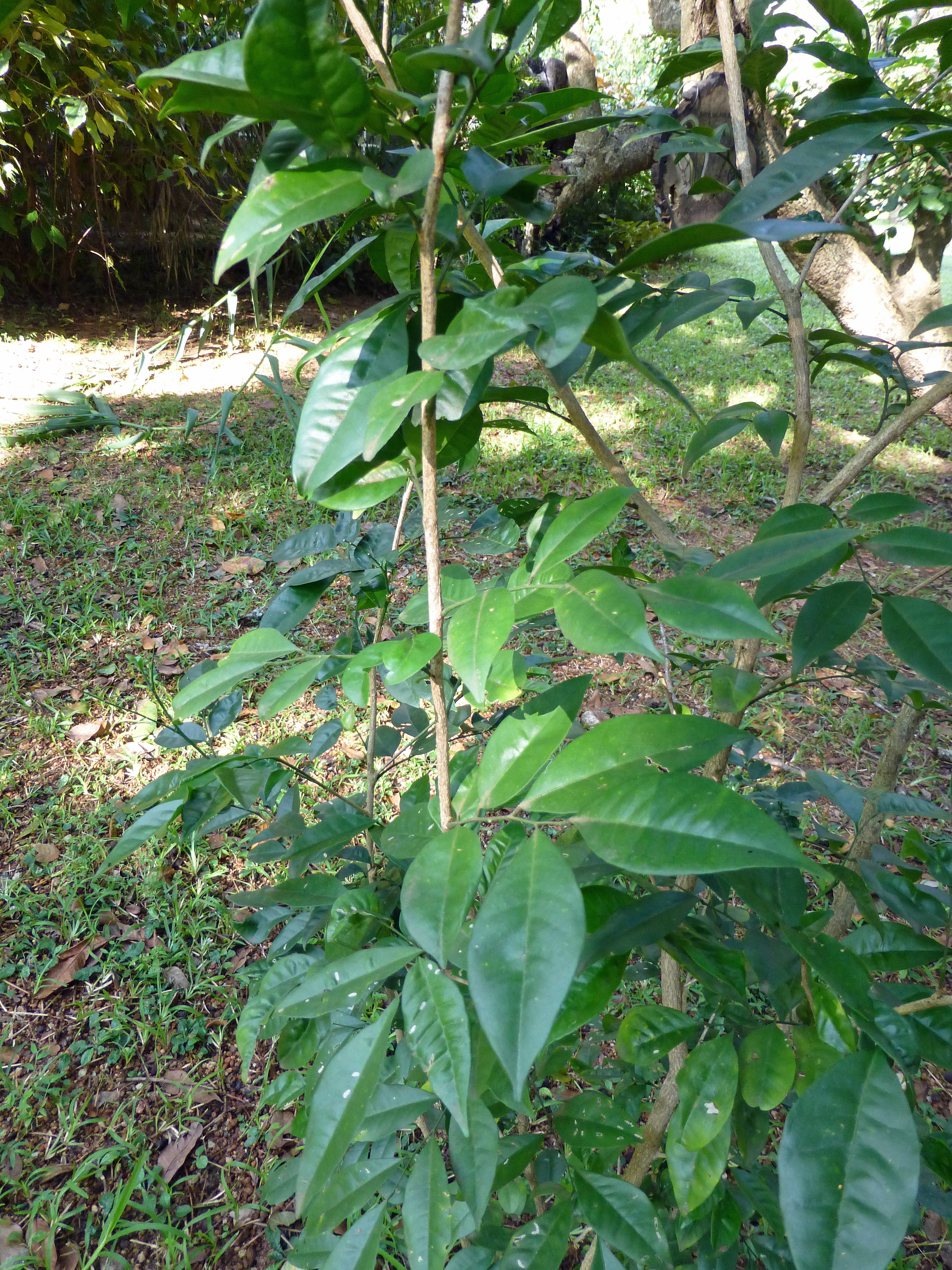